# Zahnova vila
Zahnova vila (též Vila Zahn nebo penzion Tavba) se nachází na okraji dolní části Kamenického Šenova (v nadmořské výšce 423 m) na západním úpatí Šenovského vrchu na kraji rozsáhlého lesoparku, jehož součástí je i nedaleký pramen léčivé vody Žába. Původní objekt byl rozšiřován a často měnil svůj účel. V současné době (rok 2021) není využíván a chátrá.

## Historie

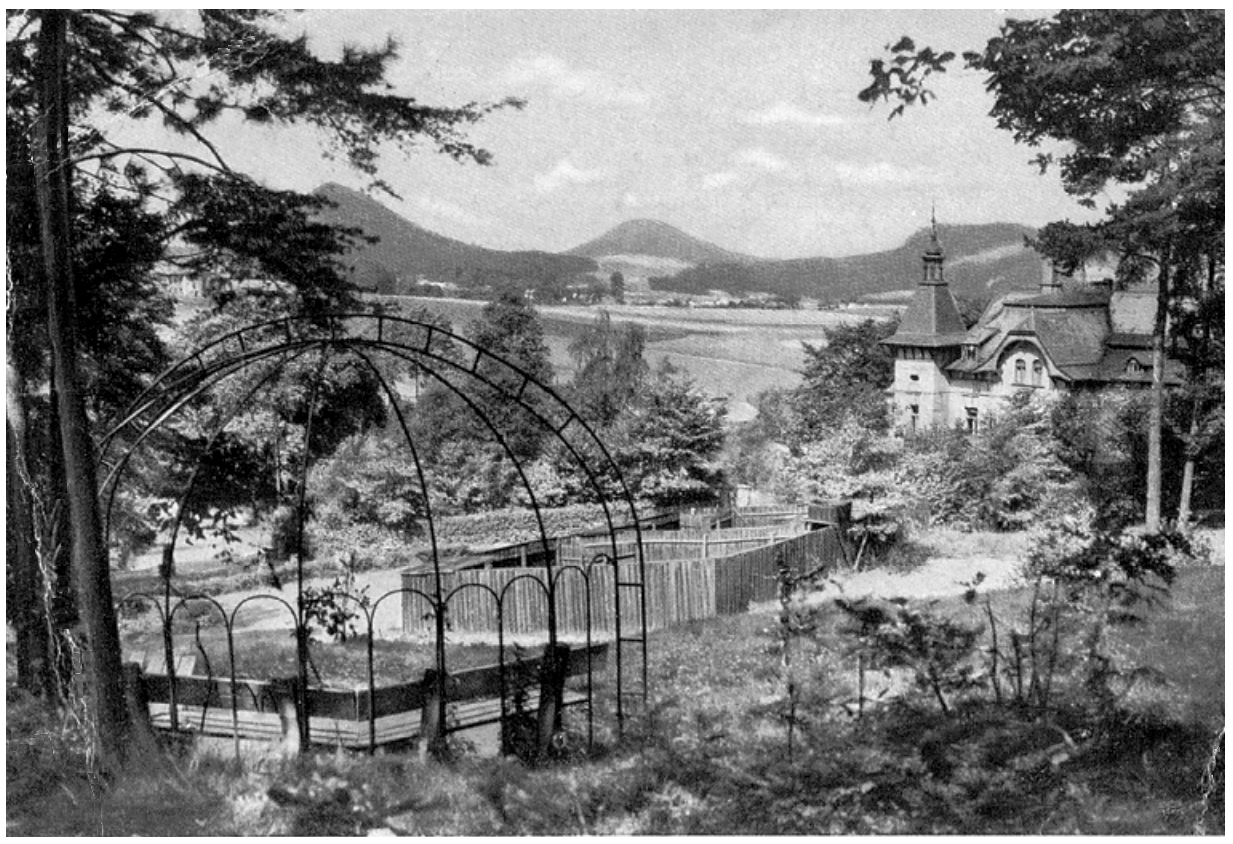
Pohled od pramene Žába (před rokem 1939)

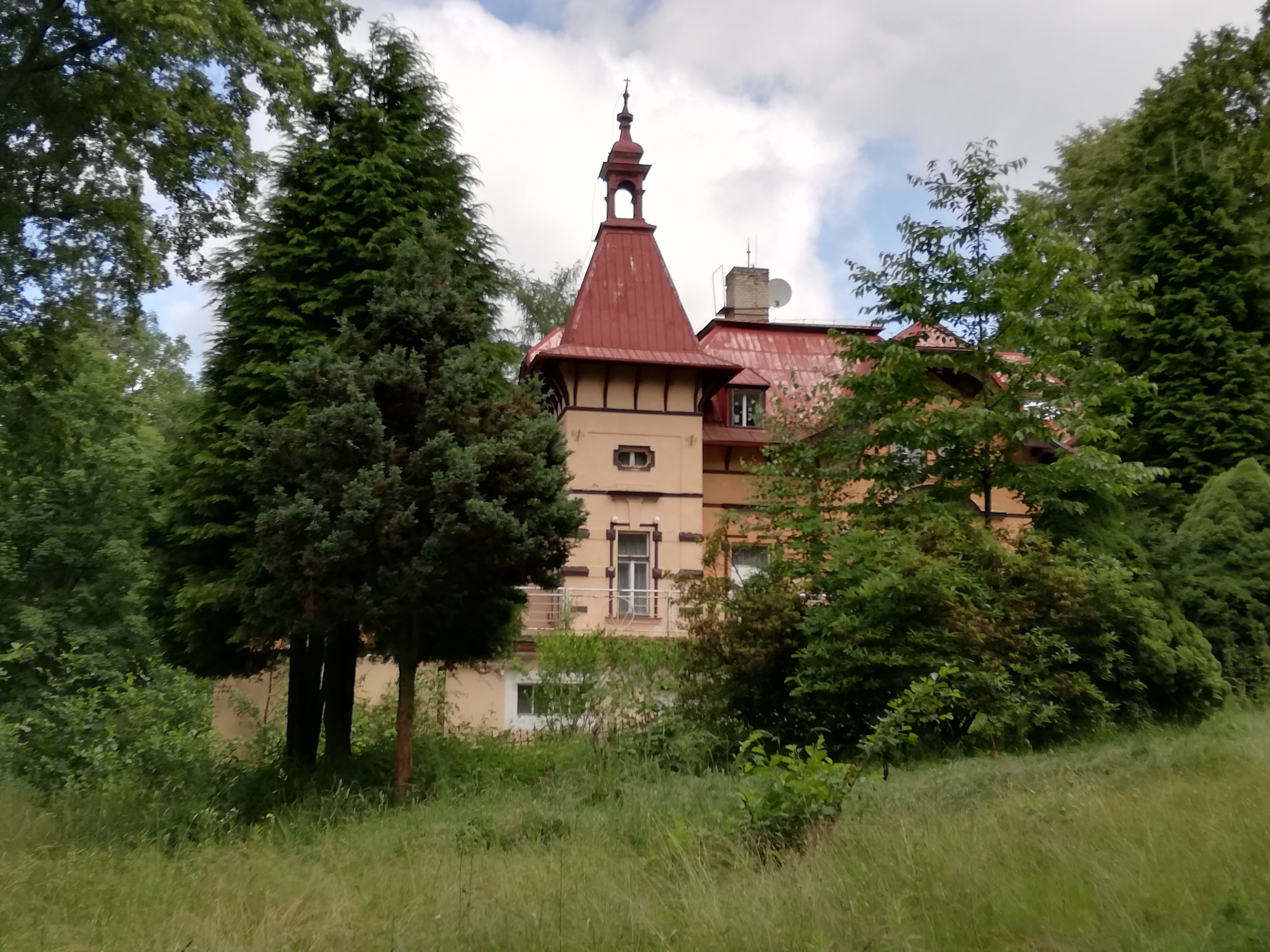
Penzion „Tavba“ (léto 2021)

### Před druhou světovou válkou
Přírodní lázně v Kamenickém Šenově byly založeny v roce 1928 místním „Spolkem pro přírodní léčbu“ (konsorciem lékařů českých, německých a rakouských) v bývalé vile rodiny Zahnů. Nejprve byly využívány pouze v letních měsících, ale později byly (pro značný zájem) provozovány celoročně a k původní vile byla ve třicátých letech 20. století přistavěna nová budova s kapacitou sedmdesát lůžek. Tu projektoval architekt Fleischer z Varnsdorfu, stavební práce provedla firma Schneider z Mimoně. V blízkosti hlavní budovy byl o několik let později postaven stylový pavilon s kapacitou 26 lůžek podle architektonického návrhu Josefa Gočára. Poté ještě ve třicátých letech 20. století areál fungoval jako zotavovna. V prostorách zámečku se nacházela jídelna s restaurací s kapacitou 120 míst; trojice víceúčelových salonků s celkovou kapacitou sto míst a konečně i letní terasa pro padesát osob.

### Od roku 1939 do roku 1989
Během druhé světové války sloužil objekt až do července 1945 jako nemocnice, po skončení druhé světové války (po roce 1945) v padesátých letech 20. století zde byla zotavovna (ozdravovna) ROH, (ozdravovna „Tavba“, přírodní léčebný ústav–sanatorium) a ta pak byla později přebudována na rekreační středisko.

### Po sametové revoluci
Po roce 1990 byl objekt užíván pod názvem pension „Tavba“, ale od roku 2011 (resp. 2012) byl již objekt zavřený, dlouhodobě prázdný a mimo provoz. Od prosince 2017 byl objekt nabízen k prodeji za částku cca 9 milionů korun, přičemž součástí objektu byl i lesopark (výměra 11 863 m²) včetně pramene léčivé vody Žába. Za identickou cenu (cca 9 milionů korun) byl areál na prodej v lednu 2019. Od února 2020 je stále prázdný objekt zabezpečen proti vniknutí (hlídání, mříže na oknech). V roce 2021 nebyl penzion „Tavba“ očividně provozován a celý jeho areál chátral. Od roku 2022 patří penzion Tavba rodině Vilhelmů a prochází rekonstrukcí.

## Technické údaje
- Kraj: Liberecký[4]
- Okres: Česká Lípa[3]
- Město: Kamenický Šenov[4]
- Adresa: Smetanova 636, 471 14 Kamenický Šenov[3]
- Zastavěná plocha: 5 700 m²[4]
- Celková plocha: 17 274 m²[4]
- Přípojky: Elektrická energie; plyn; vlastní zdroj vody[4]
- Střecha: Plechové šablony[4]